# 羅盤座VV
羅盤座VV，又名BD-20 2538，HD 71581、SAO 175870、HR 3335，是羅盤座的一颗恒星，视星等为6.56，位于銀經242.8，銀緯10.16，其B1900.0坐标为赤經8h 23m 6.5s，赤緯-20° 10.16′ 49″。